# Dorothy Maijor

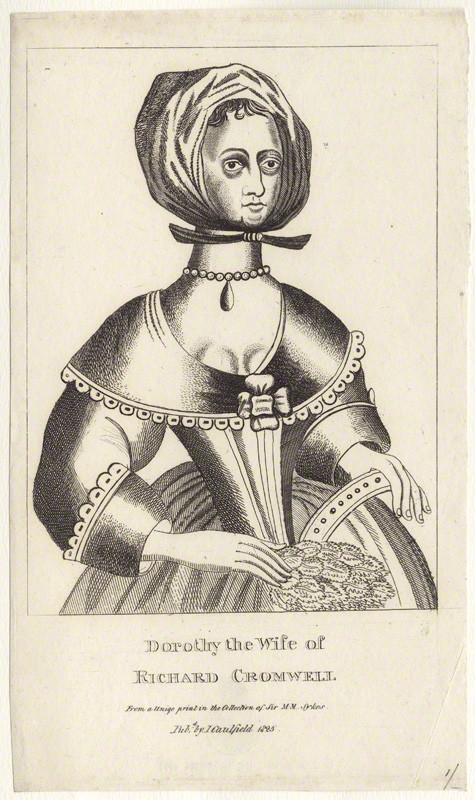
Bild av Dorothy Maijor från 1825.

Dorothy Maijor, född 1620, död 5 januari 1675, var gift med Richard Cromwell, som var det engelska samväldets lordprotektor (statschef) 1658–1660. 
Hon var dotter till Richard Maijor Esq of Hursley i Hampshire och gifte sig med Richard Cromwell 1649. Paret fick nio barn. Hon närvarade vid makens ämbetsinvigning i Westminster Hall 1658: det är möjligt att hon kallades "protectress" (protektorinna), men det tycks som om hon sällan utförde några representativa uppgifter. Hon kvarblev i England vid makens exil, ska ha förblivit lojal mot honom och tillbringade resten av sitt liv med att vänta på hans återkomst.